# Білл Гамід
Абдул Білал «Білл» Гамід (англ. Bill Hamid, нар. 25 листопада 1990, Аннандейл, Вірджинія, США) — футболіст США, воротар національної збірної США та клубу «Ді Сі Юнайтед».

## Клубна кар'єра
У дорослому футболі дебютував 2009 року виступами за команду клубу «Ді Сі Юнайтед», кольори якої захищає й донині.

## Виступи за збірну
2012 року дебютував в офіційних матчах у складі національної збірної США. Станом на 16 липня 2017 провів у формі головної команди країни 3 матчі.
У складі збірної був учасником розіграшу Золотого кубка КОНКАКАФ 2013 року у США, здобувши того року титул континентального чемпіона, розіграшу Золотого кубка КОНКАКАФ 2017 року у США.

## Досягнення
- Володар Золотого кубка КОНКАКАФ: 2013, 2017